# 费尔马尔
费尔马尔（德語：Vellmar，發音：[ˈfɛlmaʁ] ⓘ）是德国黑森州卡塞尔行政区卡塞尔县的城市，面积13.97平方千米，2023年12月31日人口为18,622人。